# Randy Castillo
Pour les articles homonymes, voir Castillo.
Randy Castillo, né le 18 décembre 1950 à Albuquerque au Nouveau-Mexique (États-Unis), et mort le 26 mars 2002 à Los Angeles en Californie, était un batteur de hard rock américain d'origine mexicaine et apache.
Il a été le batteur de Ozzy Osbourne de 1986 à 1993 avec qui il se fera connaître au grand public. Il a également remplacé Tommy Lee au sein de Mötley Crüe en 2000 pour l'enregistrement de l'album New Tattoo, il ne pourra pas assurer la tournée de promotion de l'album à cause de son état de santé. Il meurt le 26 mars 2002 à l'âge de 51 ans des suites d'un cancer.

## Biographie
Né en 1950, Randy Castillo s'installe à Los Angeles dans les années 1970 et trouve du travail avec quelques groupes locaux.

## Discographie

### Lita Ford
- 1984 : Dancin' on the Edge

### Ozzy Osbourne
- 1986 : The Ultimate Sin
- 1988 : No Rest for the Wicked
- 1990 : Just Say Ozzy
- 1991 : No More Tears
- 1993 : Live and Loud

### Mötley Crüe
- 2000 : New Tattoo
- 2005 : Red, White & Crüe